# Веселата наука
„Веселата наука“ (на немски: „Die fröhliche Wissenschaft“) е книга от германския философ Фридрих Ницше, публикувана през 1882 г. Второ преработено издание на книгата излиза през 1887 г. В това произведение авторът залага много от концепциите, които по-късно разгръща в „Тъй рече Заратустра“ и други творби. В превод на български език книгата е издадена през 1994 г.